# Вододерина
Вододерине су корита или жлебови планинских потока или бујица, издубљени ерозионом снагом воде (површина испод које су тло и стене стално натопљене водом): у растреситом земљишту, на стрмим падинама, у условима великог пада и брзине воде. Стварањем вододерина развија се ерозија земљишта, нарочито у пределима без шума.